# Дон-Анджело Конаду
Дон-Анджело Крістоффел Аннум-Ассамоа Конаду (нід. Don-Angelo Christoffel Annum-Assamoah Konadu; нар. 3 травня 2006) — нідерландський футболіст, нападник клубу «Аякс».

## Клубна кар'єра
Вихованець команд СТО '70 і «Зюбергія», в 2014 року приєднався до академії амстердамського «Аякса». 3 травня 2023 року підписав з клубом свій перший професіональний контракт, що розрахований до 2025 року.
12 серпня 2024 року дебютував за резервну команду в матчі Еерстедивізі проти «Йонг ПСВ». 28 жовтня 2024 року продовжив контракт з клубом до літа 2028 року. 22 листопада в поєдинку проти «Телстара» забив свій перший гол у кар'єрі.
23 лютого 2025 року дебютував в основному складі «Аякса» в матчі Ередивізі проти «Гоу Егед Іглз», вийвовши на заміну Бертрану Траоре. 6 березня в поєдинку Ліги Європи УЄФА проти німецького «Айнтрахта» дебютував у єврокубках.

## Кар'єра в збірній
Народився у Нідерландах та має ганське походження. Виступав за збірні Нідерландів до 18 і до 19 років.
В травні 2025 року потрапив в заявку збірної до 19 років на юнацький чемпіонат Європи в Румунії. На турнірі провів чотири матчі, відзначившись по голу проти збірних Норвегії та Румунії, а його команда вперше в історії стала переможцем чемпіонату Європи в цій віковій категорі.

## Статистика виступів
Станом на 28 квітня 2025 
| Клуб              | Сезон             | Чемпіонат         | Чемпіонат | Чемпіонат | Кубок | Кубок | Єврокубки | Єврокубки | Інші  | Інші | Всього | Всього |
| Клуб              | Сезон             | Дивізіон          | Матчі     | Голи      | Матчі | Голи  | Матчі     | Голи      | Матчі | Голи | Матчі  | Голи   |
| ----------------- | ----------------- | ----------------- | --------- | --------- | ----- | ----- | --------- | --------- | ----- | ---- | ------ | ------ |
| Йонг Аякс         | 2024–25           | Еерстедивізі      | 20        | 1         | —     | —     | —         | —         | —     | —    | 20     | 1      |
| Аякс              | 2024–25           | Ередивізі         | 3         | 0         | 0     | 0     | 2         | 0         | 0     | 0    | 5      | 0      |
| Всього за кар'єру | Всього за кар'єру | Всього за кар'єру | 23        | 1         | 0     | 0     | 2         | 0         | 0     | 0    | 25     | 1      |

1. ↑  Матчі в Лізі Євпопи УЄФА

## Досягнення
Збірна Нідерландів (до 19)
- Переможець юнацького чемпіонату Європи (до 19 років): 2025[17]